# Fernan Paez de Talamancos
Fernan Paez de Talamancos (también, Fernando Páez de Tamallancos y Fernan Pais de Tamalhancos) fue un trovador gallego de los siglos XII y XIII.

## Biografía
Perteneciente a una familia noble de Tamallancos (parroquia de Villamarín), ostentaba el señorío de la casa y el castillo de Villamarín, donado a su familia por el rey Alfonso VII y confirmado por Fernando III. Fue alférez de Alfonso IX y posteriormente teniente en el antiguo distrito de Búbal y en el Castillo de Alba. Tuvo posesiones en El Morrazo, en zonas del Miño orensano, así como en zonas de León. Estuvo casado dos veces, la segunda con Teresa López de Ulloa, perteneciente a la familia de los Limia-Traba. Tuvo cuatro hijos (dos mujeres del primer matrimonio y dos varones del segundo).

## Obra
Se conservan ocho obras, dos de las cuales son cantigas de amor, cuatro de escarnio y maldecir. Las otras dos cantigas, conocidas como «Com vossa graça, mia senhor» y «Nom sei dona que podesse», son de difícil catalogación.